# Septo lingual
El septo lingual consiste en una capa vertical de tejido fibroso que se extiende a lo largo de todo el plano medio de la lengua, aunque sin llegar al dorso. El septo lingual está estrechamente asociado con la membrana hioglosa, lo que permite la unión de la lengua con los músculos hioides.
Se visualiza mediante la implementación de un surco vertical a lo largo de la lengua llamado surco medio.
Es más gruesa por detrás que por delante, y en ocasiones contiene un pequeño fibrocartílago, de unos 6 mm de longitud.

## Embriología
El septo lingual se forma a partir de la fusión de los tubérculos laterales, quedando la zona superficial marcada por el surco medial de la lengua y la parte profunda por el septo lingual fibroso.